# 八嶌山平八郎
八嶌山 平八郎（やしまやま へいはちろう、1874年10月9日 - 1927年5月16日）は、現在の香川県高松市出身で時津風部屋、井筒部屋に所属した大相撲力士。本名は平見 熊太郎。4代浅香山。166cm、83kg。最高位は東前頭2枚目。

## 来歴
1898年5月三段目格付出で初土俵、1907年1月十両昇進。1909年1月入幕を果たす。1910年6月の場所の8日目に大関だった太刀山峯右エ門と対戦。太刀山の張り手を恐れるあまり、一度も相手の体に触れぬまま土俵を割ってしまった。前頭の2枚目まで昇進し、1913年1月に引退、浅香山を襲名した。

## 成績
- 幕内8場所24勝42敗11休3分預

## 改名
錦熊→平ノ山→八嶌山